# Conseguenze della seconda guerra mondiale
La fine della seconda guerra mondiale è spesso considerata come l'inizio di una nuova epoca. Questo periodo è caratterizzato da una miscela di cooperazione a livello internazionale per ricostruire l'Europa e il Giappone attraverso il Piano Marshall, la dottrina Truman, oltre alla nascita delle Nazioni Unite. Tuttavia, si caratterizza anche per le ostilità tra le democrazie occidentali (guidate dagli Stati Uniti nel dopoguerra) e l'Unione Sovietica, a livello globale con la guerra fredda.
Questo conflitto è basato sull'attività di spionaggio e su guerre per procura tra i due paesi. Dalle sottostanti differenze ideologiche tra i due (il comunismo per i sovietici e la democrazia rappresentativa per gli americani), deriva la sfiducia reciproca tra l'Occidente e il nuovo blocco orientale che ha determinato un accumulo degli arsenali militari che comprendono gli armamenti nucleari.

## Modifiche territoriali

### In Europa
Alla fine del conflitto, l'Europa fu divisa in due sfere di influenza distinte: l'Europa occidentale, occupata militarmente ed alleata degli Stati Uniti d'America e quella orientale, in parte occupata militarmente e alleata all'Unione Sovietica. All'interno della zona occidentale le modifiche territoriali sono minime: la cessione di Briga e Tenda da parte dell'Italia alla Francia, la costituzione del territorio Libero di Trieste (TLT).
All'interno della zona orientale la situazione si fa invece più complessa: all'interno degli interi Stati inclusi nell'URSS (in gran parte quelli confinanti: Repubbliche baltiche, Bielorussia, Ucraina, Moldavia) i loro confini subiscono modifiche, in particolare la Romania, la Moldavia e la Cecoslovacchia perdono territori di confine che vanno ad accrescere l'Ucraina, e la Repubblica Bielorussa cede territori alla Lituania. La Germania dell'Est cede i territori al di là del fiume Oder alla Polonia, mentre la Prussia Orientale tedesca è interamente ceduta e divisa: la parte meridionale (i 2/3 del territorio) va alla Polonia, mentre la parte settentrionale in gran parte costiera (il rimanente 1/3) va all'Unione Sovietica che vi costituisce un'exclave sottoposta al governo centrale data l'importanza strategica della base navale della neonata Kaliningrad (ex Königsberg, capoluogo della Prussia Orientale).
Casi particolari sono l'Austria e la Germania, entrambe sottoposte all'occupazione delle quattro potenze vincitrici (Francia, Regno Unito, Stati Uniti e Unione Sovietica), che si spartiscono sia il territorio che le capitali divise in quattro. Subiranno un destino diverso: la Germania resterà divisa in Occidentale e Orientale, così come Berlino tra la zona sovietica e quella in cui s'instaura un governo democraticamente eletto, divisione resa esplicita con la costruzione del muro nel 1961; mentre l'Austria rientrerà rapidamente in possesso dei suoi territori, compresa la capitale. La Germania dovrà attendere invece fino al 1989.

### Le colonie
In seguito alla partecipazione delle colonie accanto alla madrepatria, in particolare per quanto riguarda il Regno Unito e in misura minore per la Francia, tali territori rivendicano l'indipendenza (India, Australia, Nuova Zelanda, Canada, Sudafrica).

### In Asia
Dopo la firma dell'armistizio, in Giappone vengono occupate le isole Curili, che ancora oggi sono rivendicate dal Giappone e rimangono territori contesi. Poco successiva alla seconda guerra mondiale è la guerra di Corea che da allora rimane divisa in due stati distinti: la Corea del Nord sostenuta da Unione Sovietica e Cina, dopo la presa del potere da parte di Mao Tse Tung e la Corea del Sud sostenuta dagli americani che avevano già occupato il vicino Giappone e che disponevano di basi militari (tra le più grandi Okinawa). La guerra civile cinese tra nazionalisti e comunisti porterà alla nascita di Taiwan, che in un primo momento occupa il posto della Cina all'interno delle Nazioni Unite, venendo poi espulsa.

## Flussi migratori
Tra i flussi migratori vi sono l'espulsione dei tedeschi dai territori dell'Europa orientale, tra cui la Prussia Orientale, la Polonia e i Sudeti in Cecoslovacchia, in parte già scappati a seguito dell'avanzata sovietica durante il conflitto. Analogamente anche lungo l'Adriatico dall'Istria, da Fiume e dalla Dalmazia verso l'Italia.
I cittadini di origine ebraica scampati alla Shoah che insieme a cittadini di tutte le etnie rientrano a casa attraversando un'Europa distrutta, si trasferiscono in parte in America (Stati Uniti, Canada, Argentina, Brasile), in parte nel nascente Stato di Israele (Mandato britannico della Palestina) e all'interno della stessa Europa.
I prigionieri di guerra, tra cui quelli sovietici e jugoslavi devono essere obbligatoriamente rimpatriati e uccisi all'arrivo, sottoposti a processi sommari o deportati nei gulag o campi di "lavoro". Si segnalano casi di suicidi collettivi per evitare il rientro, ad esempio un gruppo di russi lungo il Danubio e pochi casi di accoglienza in altri Paesi (ad esempio alcuni ucraini dapprima ospitati nel Regno Unito vengo accolti in Canada); tra questi gruppi, in gran parte formati da gente comune, si annidano criminali di guerra. È il caso descritto da Wiesenthal nel suo libro Giustizia non vendetta in cui una guardia nazista ucraina è ritrovata casalinga a New York, dopo essere passata da Regno Unito e Canada.

## La fine della Società delle Nazioni e la nascita dell'ONU
Dato che la Società delle Nazioni non è riuscita nel tentativo di impedire la guerra, è stato creato nel 1945 l'Organizzazione delle Nazioni Unite (ONU). L'ONU si basa sulla Carta di San Francisco firmata al termine della guerra. L'origine dell'ONU può essere rintracciata nell'associazione tra nazioni alleate nel corso del secondo conflitto mondiale. Il consiglio di sicurezza è, ancora oggi, basato sull'esito della seconda guerra mondiale: i cinque membri permanenti sono i cinque vincitori: Cina, Francia, Regno Unito, Stati Uniti e Russia (ex URSS). Uno dei primi interventi delle Nazioni Unite è stata l'approvazione della risoluzione relativa ai confini del futuro Stato di Israele che prevedeva: Gerusalemme internazionale, la zona araba e quella israeliana. Il piano verrà poi disatteso da entrambi i contendenti.